# EPrix van Parijs
De ePrix van Parijs is een race uit het Formule E-kampioenschap. In 2016 maakte de race haar debuut op de kalender als vervanger van de ePrix van Monte Carlo. De race wordt gehouden op het Circuit des Invalides.

## Geschiedenis
De eerste ePrix van Parijs werd gehouden op 23 april 2016 en werd gewonnen door Lucas di Grassi voor het team ABT Schaeffler Audi Sport.

## Resultaten
| Editie | Seizoen   | Circuit | Winnaar                                   | Tweede                                           | Derde                                        | Pole position                            | Snelste ronde                                |
| ------ | --------- | ------- | ----------------------------------------- | ------------------------------------------------ | -------------------------------------------- | ---------------------------------------- | -------------------------------------------- |
| 1      | 2015-2016 | Parijs  | Lucas di Grassi ABT Schaeffler Audi Sport | Jean-Éric Vergne DS Virgin Racing Formula E Team | Sébastien Buemi Renault e.dams               | Sam Bird DS Virgin Racing Formula E Team | Nick Heidfeld Mahindra Racing Formula E Team |
| 2      | 2016-2017 | Parijs  | Sébastien Buemi Renault e.Dams            | José María López DS Virgin Racing                | Nick Heidfeld Mahindra Racing Formula E Team | Sébastien Buemi Renault e.Dams           | Sam Bird DS Virgin Racing                    |
| 3      | 2017-2018 | Parijs  | Jean-Éric Vergne Techeetah                | Lucas di Grassi Audi Sport ABT Schaeffler        | Sam Bird DS Virgin Racing                    | Jean-Éric Vergne Techeetah               | Lucas di Grassi Audi Sport ABT Schaeffler    |
| 4      | 2018-2019 | Parijs  | Robin Frijns Envision Virgin Racing       | André Lotterer DS Techeetah Formula E Team       | Daniel Abt Audi Sport ABT Schaeffler         | Oliver Rowland Nissan e.dams             | Tom Dillmann NIO Formula E Team              |